# Haley Augello
Haley Ruth Augello (ur. 17 października 1994) – amerykańska zapaśniczka. Olimpijka z Rio de Janeiro 2016, gdzie zajęła dziewiąte miejsce w kategorii 48 kg.
Ósma na mistrzostwach świata w 2017. Brązowa medalistka mistrzostw panamerykańskich w 2014. Czwarta w Pucharze Świata w 2017 i 2018 roku. Zawodniczka King University.